# (400187) 2006 WK187
(400187) 2006 WK187 es un asteroide perteneciente al cinturón de asteroides, descubierto el 23 de noviembre de 2006 por el equipo del Mount Lemmon Survey desde el Observatorio del Monte Lemmon, Arizona, Estados Unidos.

## Designación y nombre
Designado provisionalmente como 2006 WK187.

## Características orbitales
2006 WK187 está situado a una distancia media del Sol de 2,695 ua, pudiendo alejarse hasta 3,337 ua y acercarse hasta 2,054 ua. Su excentricidad es 0,237 y la inclinación orbital 8,387 grados. Emplea 1616,67 días en completar una órbita alrededor del Sol.

## Características físicas
La magnitud absoluta de 2006 WK187 es 16,7.